# Francisco Homem de Magalhães Pizarro
Francisco Homem de Magalhães Quevedo Pizarro (Bóbeda, Chaves, 27 de Setembro de 1776 — Bóbeda,  6 de Janeiro de 1819) foi um oficial do Exército Português, onde atingiu o posto de marechal-de-campo, que se distinguiu durante as invasões francesas e nas campanhas de Guerra Peninsular.

## Biografia
Nasceu na aldeia de Bóbeda, no concelho de Chaves, onde residiam os seus pais, filho de José de Sousa Cardoso Pizarro, fidalgo cavaleiro da Casa Real e capitão de cavalaria, e de Henriqueta Júlia Gabriela de Quevedo, dama da câmara da rainha D. Maria I. Foi o 12.º dos 14 filhos do casal, ficando órfão de pai em 1780, com apenas 4 anos de idade. Foi irmão de Joaquim de Sousa Quevedo Pizarro, o 1.° visconde de Bóbeda, e pai do escritor e poeta Inácio Pizarro de Morais Sarmento.
Não sendo muitas as posses da família, a filhos do casal procuram carreiras militares, razão pela qual se assentou praça em 1790, com 14 anos de idade, no Regimento de Cavalaria n.º 6. A 2 de Agosto de 1793 foi admitido na Armada Real, como aspirante a guarda-marinha. A 14 de Dezembro desse mesmo ano, recebeu de D. Maria I carta de fidalgo cavaleiro da Casa Real.
A 27 de Novembro de 1794 foi promovido a guarda-marinha e a 10 de Novembro de 1796 a segundo-tenente. Foi promovido a primeiro-tenente em 1799 e com esse posto participou na expedição naval que em 1801, em plena Guerra das Laranjas, foi organizada a Malta e a Tripoli para assistir as forças britânicas que ali repeliram uma tentativa francesa de se apoderar da ilha de Malta.
Em 1804, tendo herdado uma grande casa agrícola de seu tio, o conselheiro Inácio Xavier, decidiu fixar-se em Trás-os-Montes, razão pela qual requereu a transferência da Armada para o Exército, que obteve por carta régia assinada a 18 de Junho daquele ano pelo príncipe regente D. João. Na carta, o príncipe regente reconhece-lhe os bons serviços prestados e manda-o apresentar, como tenente-coronel de Infantaria, ao tenente-general Manuel Jorge Gomes de Sepúlveda, então governador das armas de Trás-os-Montes. Chegado a Trás-os-Montes, foi integrado no Regimento de Milícias de Chaves, dedicando-se essencialmente à sua vida pessoal.
Ocupava o cargo de tenente-coronel do Regimento de Milícias de Chaves, uma unidade de defesa territorial, quando em Novembro de 1807 ocorreu a primeira invasão francesa de Portugal e a partida da corte portuguesa para o Rio de Janeiro. Perante a presença francesa em Portugal, e tendo em conta a falta de preparação militar das milícias que comandava, decidiu aguardar os acontecimentos até ao momento propício à sublevação, não prestando apoio às tropas napoleónicas e ignorando os convites dos franceses. Apesar das suas simpatias pró-liberais, não integrou a Legião Portuguesa, retirando-se para a sua casa em Bóbeda.
Desencadeada a reacção popular contra a presença francesa, o tenente-coronel Francisco Pizarro abandonou a sua casa de Bóbeda e foi para Chaves, onde integrou a conspiração que levou ao levantamento popular dos flavienses contra os franceses. Nas operações militares que seguiram, os milicianos de Chaves asseguraram o cerco de Almeida, assegurando o sector do Cabeço Negro e do Rio Côa, a oeste e sul daquela praça. O cerco de Almeida, que durou de Julho a Setembro de 1808, embora tivesse sido importante para o desfecho da campanha, ficou relativamente esquecido face às vitórias na Batalha da Roliça e na Batalha do Vimeiro.
Durante a segunda invasão francesa de Portugal o tenente-coronel Francisco Pizarro comandou uma força avançada de 2 000 homens do Regimento de Infantaria n.º 12, que se concentraram em Vilarelho da Raia e avançaram sobre a fronteira espanhola atingindo os arredores de Verín, onde confrontos com as tropas avançadas francesas fizeram mais de 80 mortos.
Em Verín as forças portuguesas contavam receber o auxílio de forças espanholas comandadas pelo general Pedro Caro y Sureda, o marquês de La Romana, mas estas foram obrigadas pelos franceses a retirar para as Astúrias. As forças lusas, não podendo aguentar a posição, foram obrigadas a retirar para a então vila de Chaves, cuja fortaleza tinha entretanto sido abandonada pelas tropas comandadas pelo general Francisco da Silveira Pinto da Fonseca Teixeira, o conhecido general Silveira. Em consequências, as tropas comandadas pelo tenente-coronel Francisco Pizarro, em conjunto com a com a população local, viram-se obrigadas a defender Chaves, quase sem armas e em forte inferioridade numérica perante as forças napoleónicas. 
Tendo decidido, ao arrepio das intenções do general Silveira, ficar ao lado da população flaviense na defesa da Vila de Chaves, na que foi acompanhado pelo capitão de Engenheiros José Maria, não pôde contudo evitar a queda da praça às mãos do marechal Nicolas Jean de Dieu Soult, em 12 de Março de 1809, sendo a praça ocupada até à acção de Silveira e consequente recuperação, em 25 do mesmo mês. Em consequência, apesar da sua heroicidade, foi acusado de desobediência, preso e remetido para conselho de guerra, podendo incorrer na pena de morte. Foi, tal como o capitão João Maria, inocentado e reintegrado no seu posto.
Após a reconquista da praça de Chaves, permaneceu no comando do Regimento de Infantaria n.º 12, unidade que foi encarregada da guarnição daquela vila e de proteger a fronteira norte de Portugal. Esteve nessas funções durante a terceira invasão francesa de Portugal, desencadeada quando o marechal André Masséna, a 24 de Julho de 1810, entrou pela fronteira de Almeida. Tendo as operações decorrido essencialmente na fronteira leste e no centro de Portugal, muito a sul, o Regimento de Chaves não teve participação nas operações que se seguiram.
Quando as operações da Guerra Peninsular se deslocaram para território espanhol, o Regimento de Infantaria n.º 12 participou no combate de Fuentes de Oñoro, já em território espanhol, travado de 3 a 5 de Maio de 1811, comandado pelo tenente-coronel Francisco Pizarro. 
Em Novembro de 1812 o tenente-coronel Francisco Pizarro foi promovido a coronel e encarregado do comando do Regimento de Infantaria n.º 16, com o qual avançou para leste através do território espanhol. Participou então na Batalha de Salamanca e na Batalha de Vitoria, no cerco a San Sebastián e na campanha dos Pirenéus, na qual de distinguiu. Tomou parte na Batalha de Nive, de 9 a 13 de Dezembro de 1813, batalha em que o Regimento de Infantaria 16, com um efectivo total de 956 homens, comandados pelo Coronel Francisco Pizarro, se distinguiu sobremaneira.
Assinado o Tratado de Valençay, as operações da Guerra Peninsular cessaram a 30 de Maio de 1814. A 1 de Junho as tropas punham-se a caminho de Portugal, onde entraram em fins de Julho. Com elas entrou o coronel Francisco Pizarro, como comandante do Regimento de Infantaria n.º 16, aquartelando-se em Lisboa.
Aproveitou a oportunidade para obter a constituição do Morgadio de Bóbeda, com os bens que tinham sido do seu tio, o conselheiro Inácio Xavier, e a para obter uma comenda da Ordem de Cristo. A comenda foi-lhe concedida em 21 de Janeiro de 1815, por decreto do príncipe regente D. João, através do qual houve por bem «fazer mercê ao mencionado Francisco Homem de Magalhães Pizarro, em quem também concorrem serviços próprios, da Comenda de Santa Marinha de Lisboa da Ordem de Cristo, em sua vida».
A 6 de Julho de 1815, o coronel Francisco Pizarro foi transferido do comando do Regimento de Infantaria n.º 16 para a Divisão de Voluntários Reais do Príncipe, sendo então promovido a brigadeiro e mandado seguir, com aquela divisão, para o Brasil. No Brasil participou activamente nas operações da Primeira Guerra Cisplatina, a Guerra contra Artigas, onde novamente se distinguiu pela sua coragem e valor militar. Em reconhecimento, recebeu uma carta régia, datada de 28 de Novembro de 1817 e assinada pelo rei D. João VI, no Rio de Janeiro, na qual se manifesta o real apreço pelos serviços prestados pelo brigadeiro Francisco Pizarro na pacificação da margem esquerda do Rio da Prata e se reconhece a intrepidez, a lealdade e o decidido valor, revelados no combate do Paso de Chafalote e noutras operações militares. Estes desempenho, testemunhado pelo general-em-chefe Carlos Frederico Lecor, constituiu motivo para promover o brigadeiro Francisco Pizarro ao posto de marechal-de-campo.
Por esta altura, Francisco Pizarro, com apenas 41 anos de idade, começou a apresentar sinais de doença grave e alguns meses depois, a 29 de Abril de 1818, o tenente-general Carlos Frederico Lecor, comandante dos reais exércitos no sul do Brasil, manda conduzir Francisco Pizarro, a bordo da corveta Voador, com destino ao Rio de Janeiro. O doente foi acompanhado dos seus ajudantes, o tenente Manuel de Sousa Pinto de Magalhães, o alferes João de Sousa Quevedo Pizarro, o capitão graduado Paulo Rodrigo Pinto Pizarro e o capitão de fragata graduado Joaquim de Sousa Quevedo Pizarro, irmão de Francisco Pizarro e futuro visconde de Bóbeda.
Rio de Janeiro, a 25 de Maio desse ano de 1818, D. João VI, «atendendo às qualidades, merecimentos e serviços de Francisco Homem de Magalhães Pizarro», nomeia-o governador e capitão-general da Capitania do Maranhão. No mesmo dia é lavrada outra carta régia, que concedeu ao Governador do Maranhão o título de Conselheiro de Estado e no mês seguinte, a 15 de Junho, nova carta régia concede a Francisco Pizarro o hábito de cavaleiro professo da Ordem de Cristo. 
Apesar de nomeado governador do Maranhão, mantendo-se a doença, então diagnosticada como tuberculose, solicitou autorização para se tratar em Portugal, o que lhe foi concedido a 27 de Agosto, por carta do ministro Tomás António Vila Nova Portugal autorizando-o, em nome de El-Rei, «a demorar-se em Portugal por tempo de um mez e até mez e meio, antes de partir para a Capitania do Maranhão».  A 9 de Setembro de 1818 foi nomeado comendador da Ordem da Torre e Espada, partindo pouco depois para Lisboa. 
Chegado a Portugal, Francisco Pizarro retirou-se para a sua aldeia natal de Bóbeda, muito doente, onde faleceu no dia de Reis de 1819, com apenas 42 anos de idade. Foi sepultado na igreja do Forte de São Francisco, onde já tinham sido sepultados os seus antepassados Pizarros e onde também esteve sepultado D. Afonso, 1.º Duque de Bragança.
Francisco Pizarro foi casado com Antónia Adelaide de Morais Sarmento Vaz Pereira Pinto Guedes, de Vila Real, de cujo casamento nasceram quatro filhos, três do sexo feminino e um do sexo masculino, este o escritor e poeta Inácio Pizarro de Morais Sarmento. 